# Jupiter en Callisto
Jupiter en Callisto is een pentekening uit de 16e eeuw gemaakt door een anonieme meester in de omgeving van Bernard van Orley en Pieter Coecke van Aelst. De tekening beeldt een scène uit de Griekse mythologie af, namelijk het moment waarop de oppergod Jupiter, vergezeld door Mercurius, de rustende nimf Callisto nadert om haar te verkrachten. Op de achtergrond zijn Jupiter en Callisto nogmaals te zien, waarbij de oppergod in de gedaante van Diane de nimf achtervolgt.

## Context
Deze anonieme tekening van Brusselse hand situeert zich in de omgeving van bekende tapijtontwerpers zoals Bernard van Orley (ca. 1490-1541) en Pieter Coecke van Aelst (1502-1550). Op de tekening wordt op de voorgrond een statische scène afgebeeld in contrast met het meer bewegende beeld op de achtergrond. Alle afgebeelde figuren kunnen aan de hand van een opschrift worden geïdentificeerd. De figuren kunnen in hun Italiaans aandoende stijl doen denken aan het werk van Van Aelst terwijl de uitgesproken contour gebruik, de witte hoogsels en de kleur van het papier doen denken aan het werk van Van Orley.
In 2016 werd het werk aangekocht door het Fonds Léon Courtin - Marcelle Bouché en toevertrouwd aan de Koninklijke Musea voor Schone Kunsten van België.